# Tablette à écrire
Pour les articles homonymes, voir Tablette.

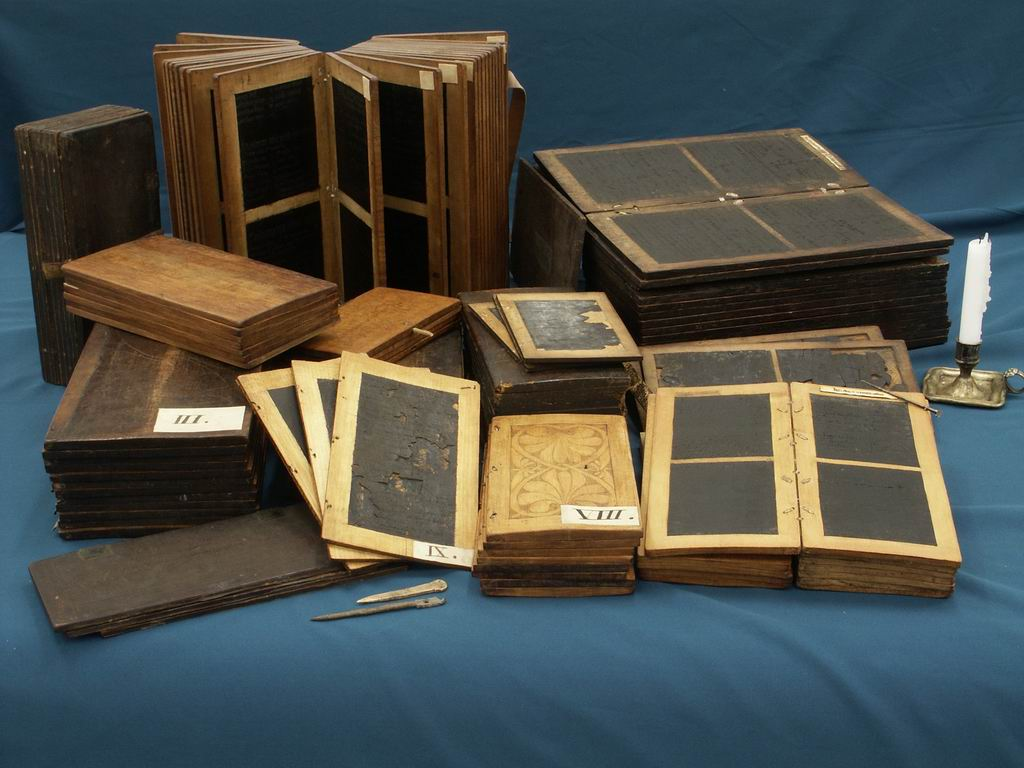
Collection de tablettes de cire de la ville de Toruń (Pologne)- principalement des dossiers financiers de la ville, et toutes sortes de transactions conclues par les habitants : 16 polyptyques créés avec 127 planches en bois de poirier, pommier, citron vert, sycomore et chêne ; les lamelles individuelles sont reliées sur le côté par des courroies ou des éclisses en corde. L'ensemble est protégé par une poignée de bois (merisier, frêne et poirier), souvent décorées avec ornement floral et zoomorphe. Chimères, griffons, basilics, centaures et dragons. L'épaisseur des plaques varie de 1,2 à 0,5 cm.

Une tablette à écrire, ou table à écrire, est une plaque utilisée pour recevoir une écriture, assez petite et légère pour être portée sans effort, selon le matériau dont elle est faite.
Les archéologues ont trouvé des tablettes en argile, en bois (Tablettes de Vindolanda), en pierre (Tables de la Loi p.ex.[réf. nécessaire]) dont l'ardoise, des tablettes en cire, etc. qui témoignent toutes d'un usage très ancien, dans la plupart des civilisations. La cire n'est dans le cas de la tablette de cire, que la matière à graver qui recouvre la face supérieure d'un support fait d'un matériau solide (bois, buis, hêtre, érable, ivoire, argent, os de baleine), plus ou moins richement ouvragé, travail du tabletier, voir de l'orfèvre.
La tablette de bois la plus ancienne qui nous soit parvenue vient d'Égypte, sous le pharaon Den, et date de 2800 av. J.-C.
L'écriture est gravée soit de manière définitive dans le cas de la pierre ou de l'argile, soit de façon temporaire et renouvelable dans le cas de la cire ou de l'ardoise. Le style ou la calame est l'outil de gravure. 
Les tablettes disparaissent de l'usage quotidien après l'invention du papier et sa production de moins en moins massive, jusqu'à la fin du XXe siècle où le concept de la tablette est repensé à l'ère de l'électronique, sous la forme des tablettes numériques, le stylet remplaçant le style et le stylo. Toutefois, les ardoises à la craie ou leur équivalent au feutre effaçable (de type tableau blanc) continuent d'être utilisés.
Un codex est originairement un cahier formé en reliant des tablettes en bois.